# Großsteingräber bei Kobrow
Die Großsteingräber bei Kobrow (auch Großsteingräber bei Goritz genannt) sind zwei megalithische Grabanlagen der jungsteinzeitlichen Trichterbecherkultur bei Kobrow, einem Ortsteil von Wardow im Landkreis Rostock (Mecklenburg-Vorpommern).

## Lage
Die Gräber befinden sich zwischen Kobrow und Goritz. Sie werden in der Landesdenkmalliste unter Kobrow geführt, liegen aber näher bei Goritz. Grab 1 befindet sich direkt links des Weges zum Forsthaus Trotzenburg, Grab 2 etwa 60 m südwestlich. In unmittelbarer Nähe zu beiden Gräbern befindet sich noch ein Grabhügel. 2,9 km ostnordöstlich liegt das Großsteingrab Groß Ridsenow.

## Beschreibung

### Grab 1
Die Anlage besteht noch aus vier Steinen, die wohl zur Grabkammer gehören. Es handelt sich um zwei Wand- und einen Deckstein sowie einen anscheinend gesprengten Stein, bei dem es sich um einen weiteren Deckstein handeln könnte. Rückschlüsse auf das ursprüngliche Aussehen der Kammer sind nicht mehr möglich.

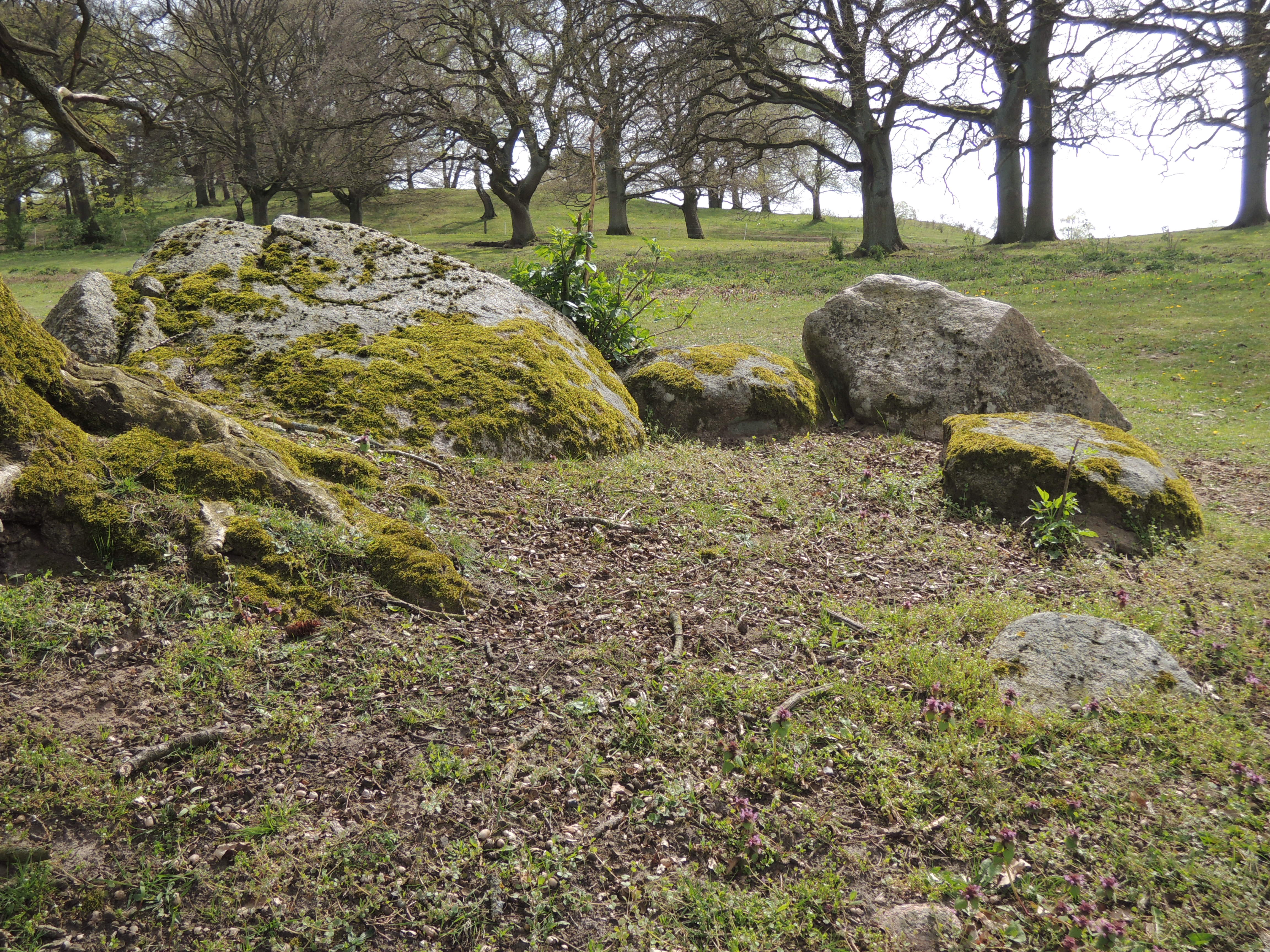
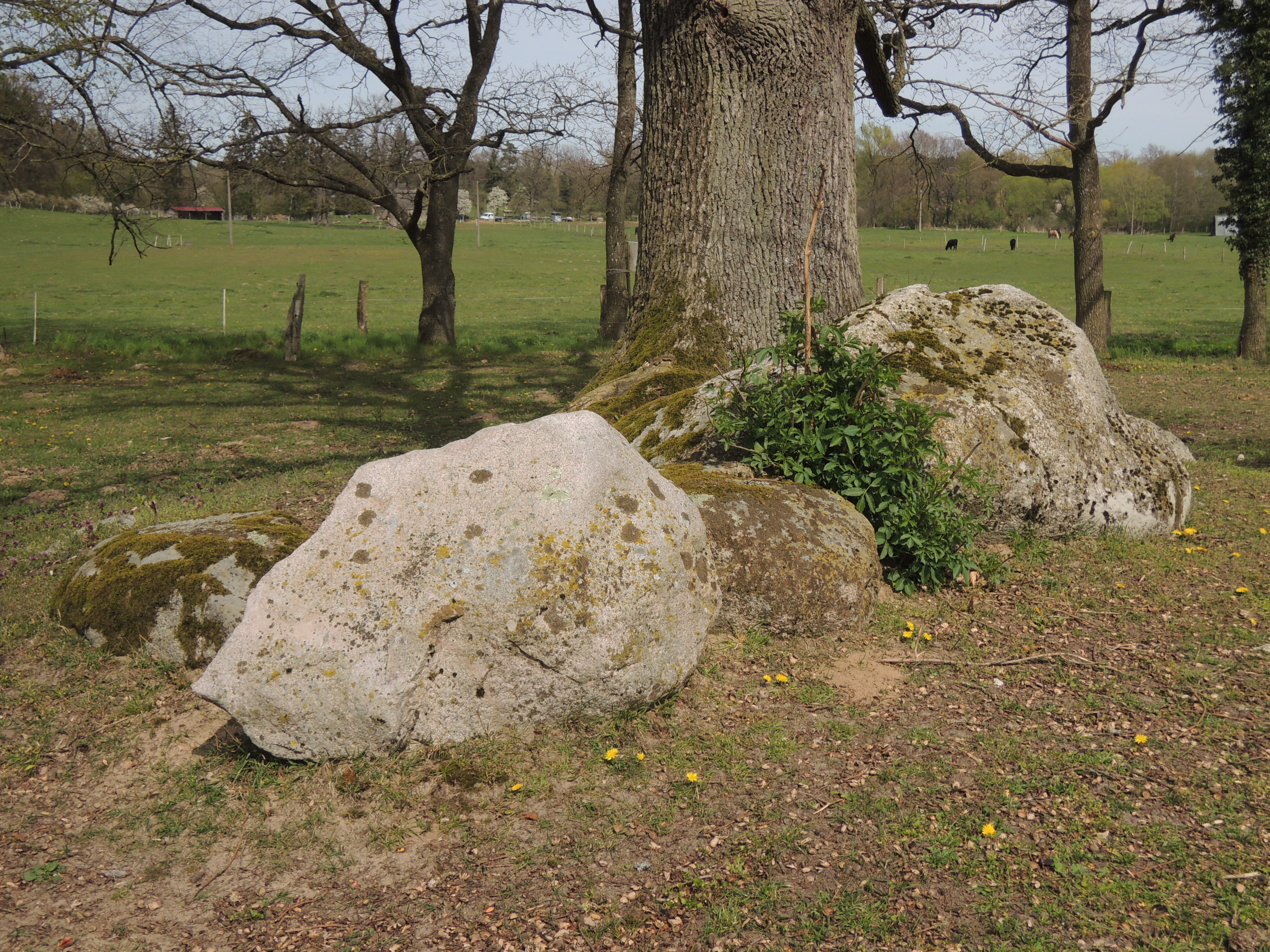
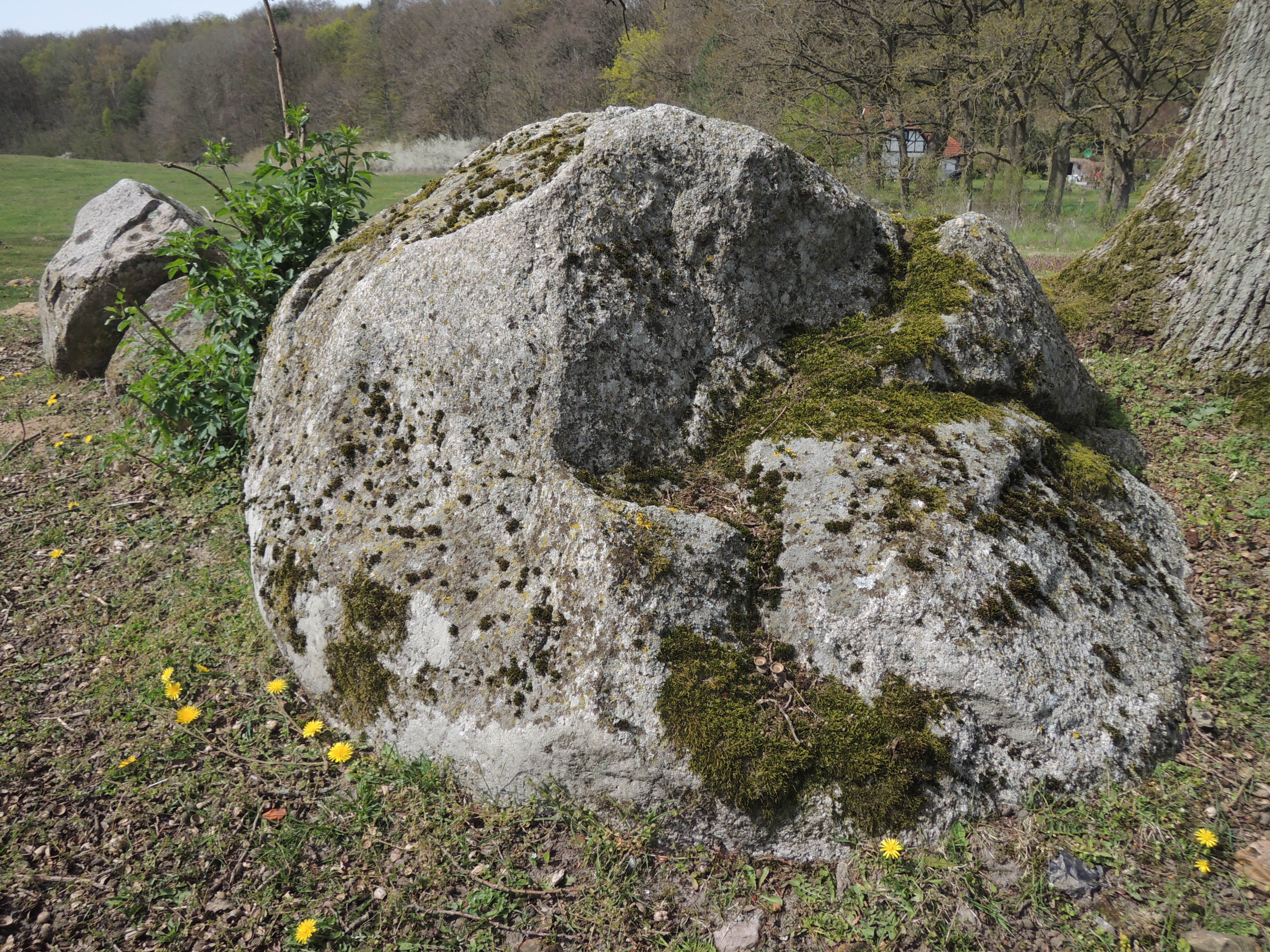
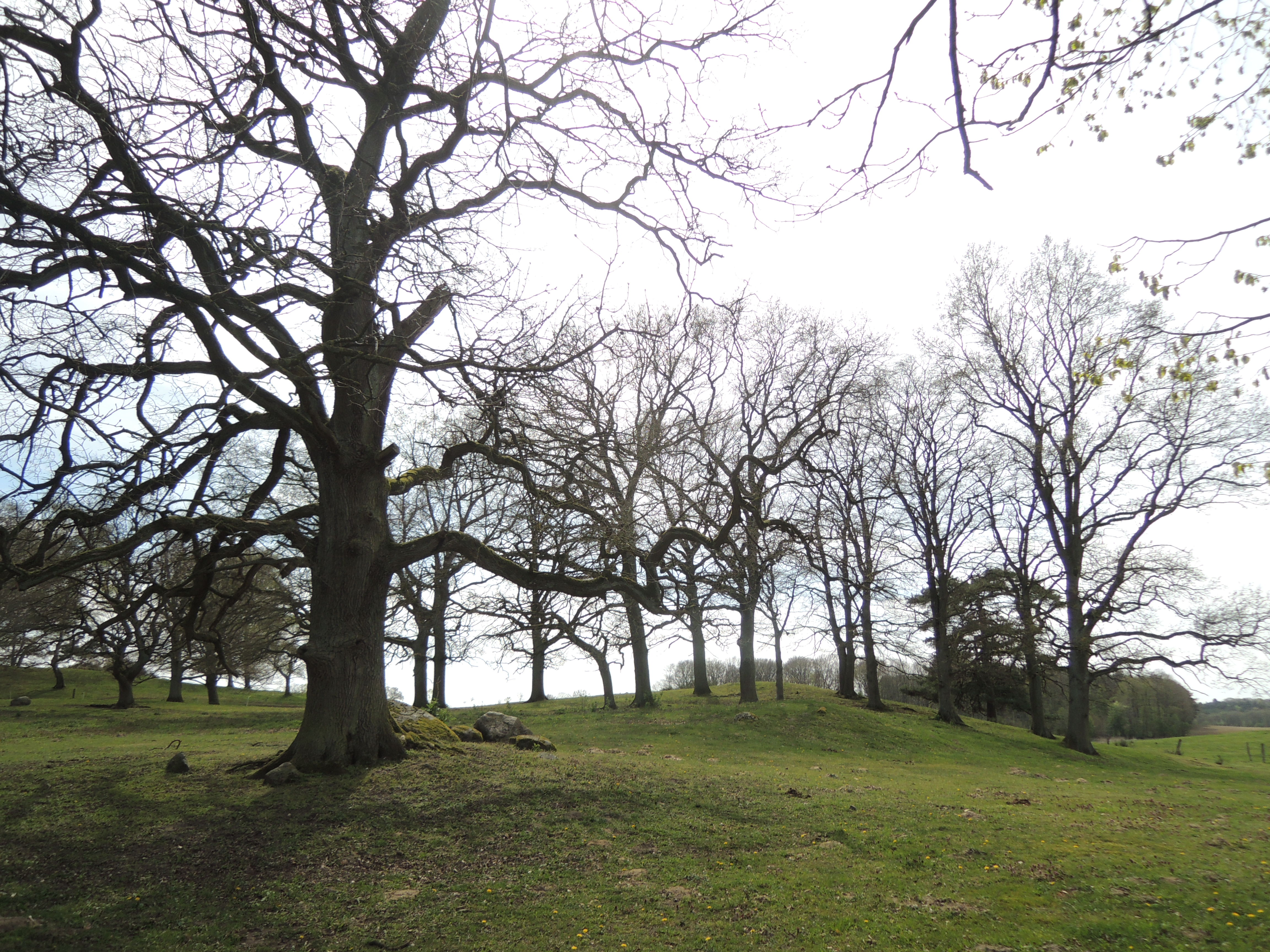
Goritz 1 mit Hügelgrab rechts

### Grab 2
Grab 2 besitzt eine gut erhaltene, hohe Hügelschüttung, aus der zwei Steine herausragen, von denen der südliche besonders auffällig ist. Hierbei könnte es sich um den Abschlussstein einer Schmalseite der Grabkammer handeln. Bei dem zweiten, offenbar umgekippten Stein könnte es sich ebenfalls um einen Wandstein handeln.

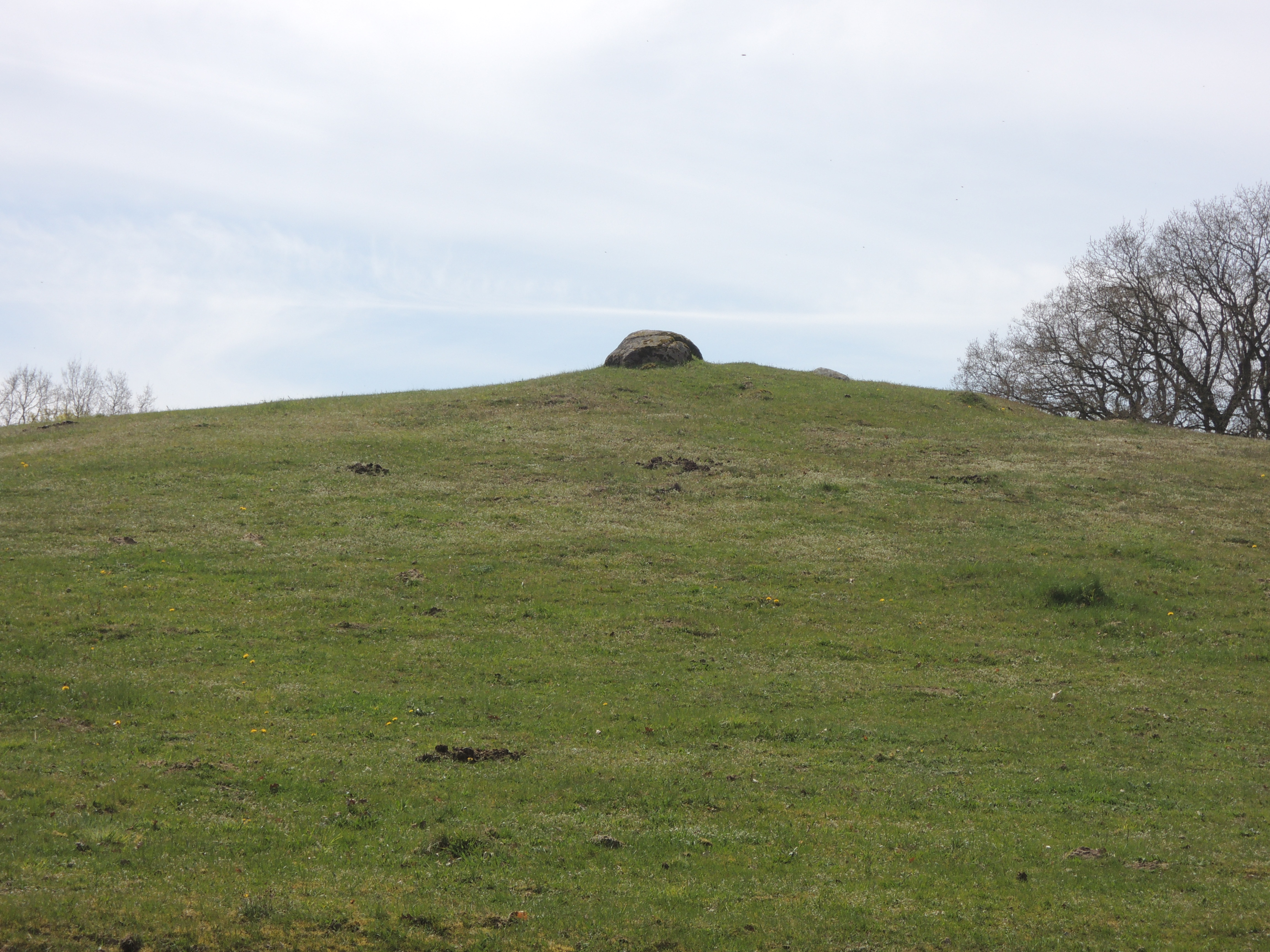
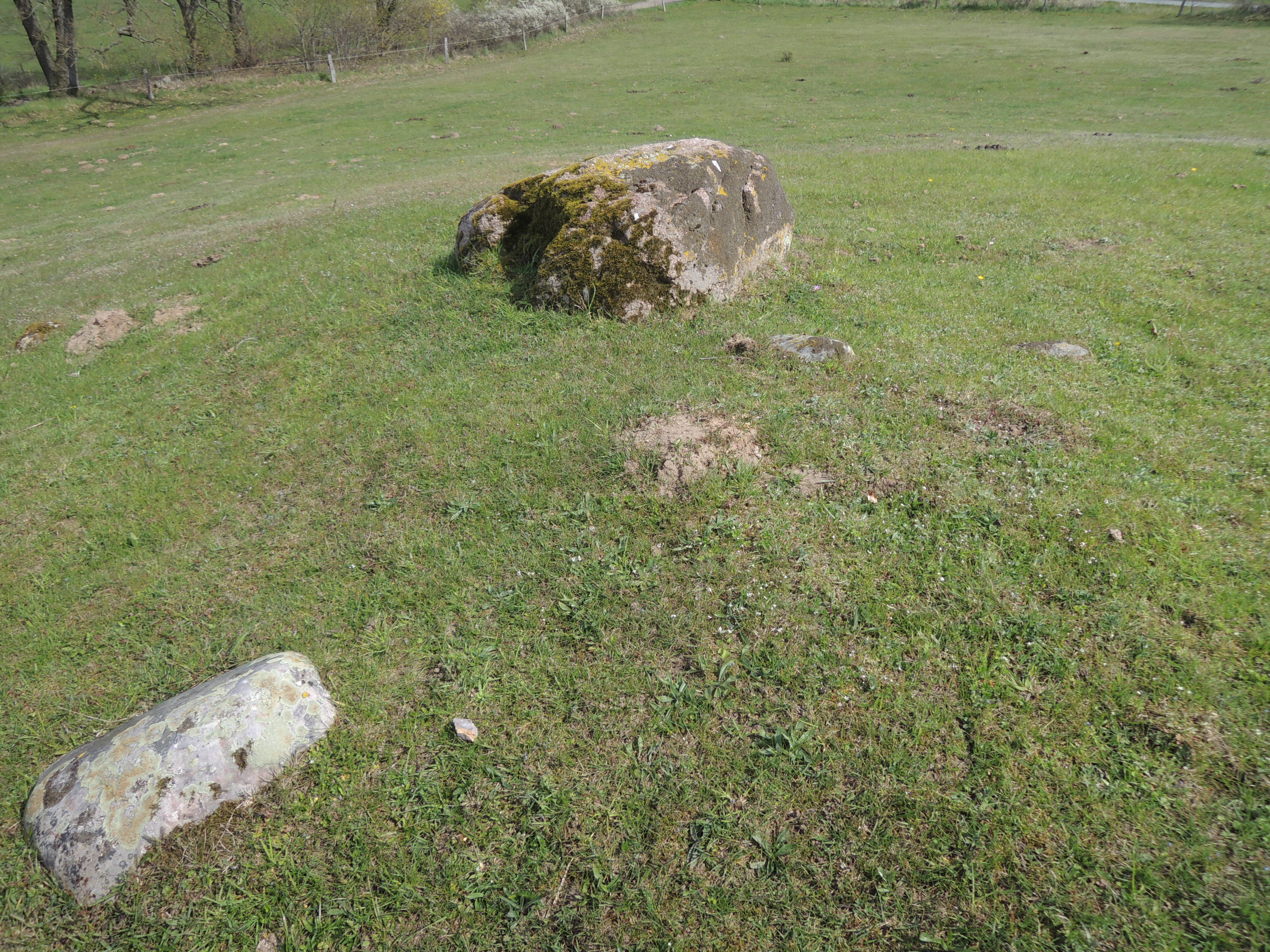
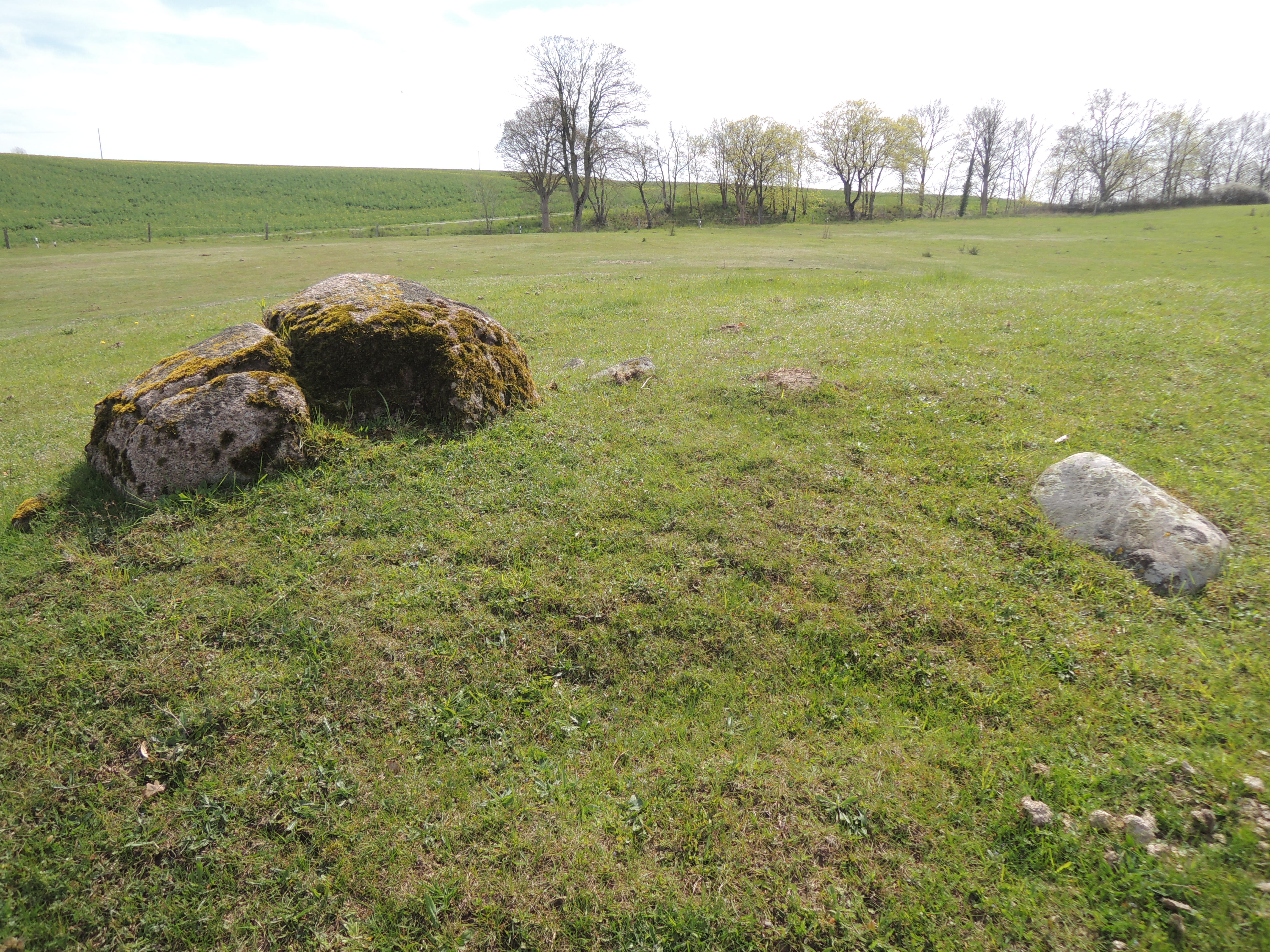
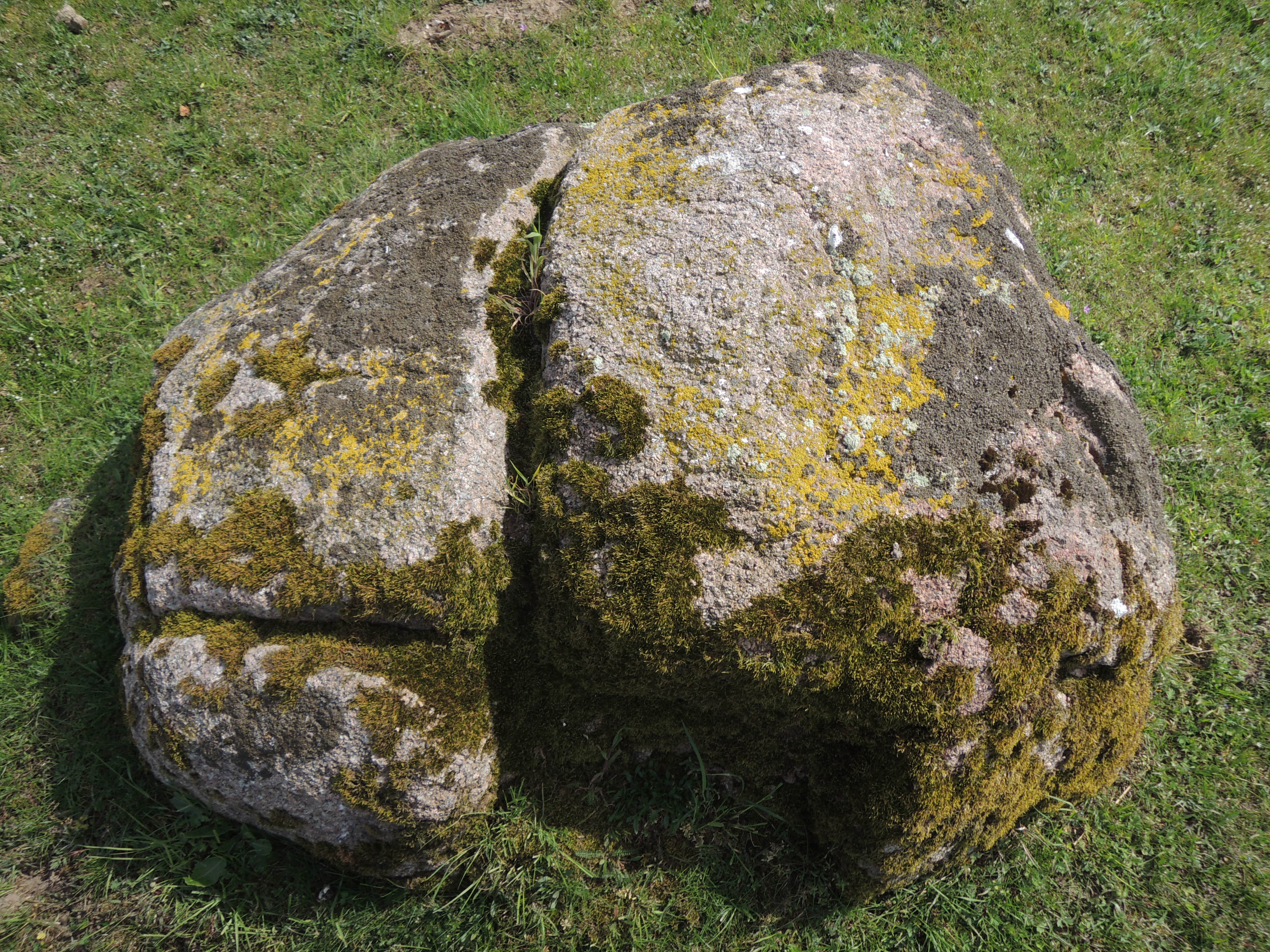